# Фриман, Витольд
Ви́тольд Фри́ман (пол. Witold Friemann, 20 августа 1889, Конин — 22 марта 1977, Ляски) — польский пианист, композитор, дирижёр и педагог.

## Биография
Начальное музыкальное образование получил у Павла Ромашки (фортепиано) и Марка Завирского (теория). Затем, до 1909 года, учился в Варшавском институте музыки у Зыгмунта Носковского, Романа Статковского (композиция и оркестровка), Александра Михаловского (фортепиано) и, вероятно, Петра Машиньского. В 1909—1913 годах жил в Лейпцигеи Майнингене, где учился у Макса Регера (композиция) и Йозефа Пембаура (младшего) (фортепиано). Путь Фримана как пианиста, начавшийся удачным выступлением в 1914 году, был прерван войной, и он смог возобновить концертную деятельность только в 1921 году, во Львове, куда приехал по рекомендации Адольфа Хыбиньского.
До 1929 преподавал по классу фортепиано во Львовской консерватории Польского музыкального общества. К этому времени он становится известен и как композитор, прежде всего благодаря песням (их любила включать в программы своих выступлений в том числе Ада Сари) и произведениям для фортепиано, которые сам часто исполнял на концертах.
В 1929 году Фриман перебрался в Катовице, где его стараниями была открыта консерватория, которой он руководил до 1934 года. При ней же по инициативе Фримана была создана единственная в Польше Военная школа музыки (Wojskowa Szkoła Muzyczna).
В 1933 году он переехал в Варшаву, где работал на Польском радио, сначала как «контролёр музыки» (kontroler muzyki), затем как «референт классической музыки» (referent muzyki poważnej).
Во время немецкой оккупации принимал участие в тайных концертах.
С 1946 года в течение 17 лет работал хоровым дирижёром и преподавателем фортепиано на заводе для слепых в Лясках, где остался жить и после выхода на пенсию.

## Награды
- Золотой Крест Заслуги — дважды (1938, 1958)
- Орден Возрождения Польши (1960)
- Медаль папы Павла VI
- Орден Министерства культуры и искусства II степени (1963), за фортепианные и вокальные сочинения
- Почётный гражданин города Конин (май 1972)

## Сочинения
Композиторское наследие Фримана огромно: ему принадлежит более 350 сочинений (опусов). До конца жизни он придерживался традиций позднего романтизма, поэтому его музыка стоит особняком от основных направлений академической музыки XX века.

### Сценические сочинения
- «Гевонт» (Giewont), опера (1934)
- «Каин» (Kain), опера (1952)
- «Кася» (Kasia), опера-сказка (baśń operowa; 1955)
- «Василиск», варшавская легенда (Bazyliszek: legenda warszawska), водевиль (1958)

### Вокальные сочинения
- Псалом VIII для солистов, хора и оркестра; слова Яна Кохановского (1910)
- Псалом XXX для солистов, хора и оркестра; слова Яна Кохановского (1921)
- Псалом XC для хора; слова Яна Кохановского (1922)
- «Подгаляньская сюита» (Suita podhalańska) для баритона соло и струнного оркестра (1946/1950)
- «Польская народная мистерия» (Polskie misterium ludowe) для солистов, смешанного хора и фортепиано; слова Марии Конопницкой (1946)
- 4 «Мазовецких сюиты» (4 suity mazowieckie) для солистов, смешанного хора и оркестра (1948-51)
- «Из Варшавы» (Spod Warszawy) для солиста, смешанного хора и оркестра (1949)
- «Тень Шопена» (Cień Chopina) для баритона, фортепиано и оркестра; слова Казимежа Пшермы-Тетмайра (1949)
- «Мазовецкая рапсодия» (Rapsod mazowiecki) для солиста, смешанного хора и оркестра (1950)
- «Pacem in terris» (лат. мира в землях) для смешанного хора и оркестра (1963)
- «Чудны очи» (Cudne oczy), вторая версия, для сопрано (или тенора) и оркестра (1967)
- Литания о единении христиан (Litania o zjednoczenie chrześcijan) для смешанного хора и оркестра (1969)
- Литания о единении человечества (Litania o zjednoczenie ludzkości) для сопрано, тенора, баритона и баса, женского, мужского и смешанного хоров и оркестра (1969)
- «Чудны очи» (Cudne oczy), третья версия, для сопрано (или тенора) и оркестра (1970)
- «Ровный шаг» (Równy krok) для смешанного хора и оркестра (1971)
- «Песенка о Конине» (Piosenka o Koninie) для смешанного хора a cappella (1971)
- «Дидахе» (Didache) для хора и фортепиано (1974)
- «Гимн для Польши» (Hymn dla Polski) для хора и фортепиано (1976)

### Сочинения для оркестра
- «Конрад Валленрод» (Konrad Wallenrod), симфоническая поэма (1908)
- «Инвокация» (Inwokacja) для 12 духовых инструментов и литавр (1926)
- Похоронный марш (1928)
- Симфония № 1 «Славянская» (Słowiańska; 1948)
- Симфония № 2 «Мазовецкая симфониетта» (Sinfonietta Mazowiecka; 1950)
- 2 «Крестьянских сюиты» (2 suity chłopskie; 1952)
- Симфония № 3 (1953)
- «Мазовецкая сюита» (Suita mazowiecka; 1956)

### Концерты и концертные пьесы
- Фортепианный концерт № 1 «Концерт-фантазия» (Koncert-fantazja; 1913)
- «Тень Шопена» (Cień Chopina), фантазия для фортепиано с оркестром (1937)
- Виолончельный концерт (1950)
- Фортепианный концерт № 2 (1951)
- Фортепианный концерт № 3 (1952)
- Альтовый концерт № 1, соч. 175 (1952)
- Скрипичный концерт (1954)
- Фортепианный концерт № 4 (1956)
- Концерт для кларнета с оркестром № 1 (1960)
- Гобойный концерт Concerto lirico(итал. лирический; 1961)
- Концерт для кларнета с оркестром № 2 (1961)
- Концерт для сопрано с оркестром (1961)
- Концерт для двух фортепиано соло (1962)
- Фортепианный концерт № 5 Concerto impetuoso (итал. порывистый; 1963)
- Флейтовый концерт (1963)
- Фаготовый концерт (1963)
- Концертино для двух фортепиано соло (1963)
- Концерт для тенорового тромбона с оркестром № 1 Concerto eroico (итал. героический; 1966)
- Концерт для валторны in F с оркестром (1966-68)
- Концерт для трубы с оркестром (1967)
- Альтовый концерт № 2, для альта, струнного оркестра, литавр и тарелок (1968)
- Концерт для двух фаготов с оркестром (1968)
- Концерт для тенорового тромбона с оркестром № 2 (1969)
- Концерт для басового тромбона с оркестром (1969-70)
- Концерт для контрабаса с оркестром, соч. 329 (1970)
- «Четыре рыцарских песни» (Cztery pieśni rycerskie), концертино для альта и арфы с флейтой, гобоем, кларнетом, 2 фаготами, контрафаготом и ударными (1970)
- «Польские танцы» (Tańce polskie) для кларнета с оркестром (1975)

### Сочинения для камерно-инструментального ансамбля
- Скрипичная соната № 1 «Польская» (Sonata polska; 1912)
- Элегия для виолончели и фортепиано (1913)
- Ноктюрн для скрипки и фортепиано (1921)
- Романс для скрипки и фортепиано (1922)
- «Восточная повесть» (Opowieść wschodnia) для гобоя, скрипки, виолончели и фортепиано (1931)
- Струнный квартет № 1 «Силезская рапсодия» (Rapsod śląski; 1932)
- Прелюдия для виолончели и фортепиано (1933)
- «Четыре рыцарских песни» (4 pieśni rycerskie), сюита для альта и арфы или фортепиано (1935)
- Suita antica (итал. старинная сюита) для скрипки и фортепиано (1935)
- Альтовая соната (1935)
- Мазурка для скрипки и фортепиано (1939)
- Оберек для скрипки и фортепиано (1939)
- 3 пьесы для альта и фортепиано (1940-47)
- Струнный квартет № 2 (1942)
- Фортепианный квинтет № 1, с кларентом (1943)
- Скрипичная соната № 2 (1947)
- 2 романса для скрипки и фортепиано (1947)
- Соната для кларнета и фортепиано № 1 Quasi una sonata (итал. вроде сонаты; 1949)
- «Польская сюита» (Polska suita) для скрипки и фортепиано (1950)
- Струнный квартет № 3 (1953)
- Духовое трио (1953)
- Сюита для кларнета и фортепиано (1953)
- Фортепианный квинтет № 2 (1954)
- Фортепианный квартет (1954)
- Прелюдия g-moll для скрипки и фортепиано (1954)
- Соната для кларнета и фортепиано № 2 (1959)
- Соната для кларнета и фортепиано № 3 Romantica (итал. романтическая; 1959)
- «Польская сюита» (Polska suita) для флейты и фортепиано (1964)
- 3 мазурки для скрипки и фортепиано (1954)
- Импровизация для тенорового тромбона (1966)
- «Силезский танец» (Taniec śląski) для скрипки и фортепиано (1967)
- «Созерцательная сюита № 1» (I Suita kontemplacyjna) для тромбона и фортепиано (1968)
- «Величественный полонез» (Polonez majestatyczny) для тубы и фортепиано (1969)
- Danse a l’antique (фр. Танец в старинном стиле) для флейты и фортепиано (1970)
- «Мысли» (Myśli) для скрипки и фортепиано (1971)
- Хорал для 4 тромбонов (1972)
- Сюита для 4 тромбонов и большого барабана (1972)
- Импровизация и полонез для кларнета и фортепиано (1973)
- Ноктюрн G-dur для виолончели и фортепиано (1974)
- Andante molto для кларнета и фортепиано (1974)
- Мазурка g-moll для альта и фортепиано (1975)
- Сюита для 4 тромбонов (1976)
- 2 пьесы для 3 тромбонов (1976)
- «Когда утром поднимается заря» (Kiedy ranne wstają zorze)[3] для 2 кларнетов, 2 фаготов, контрафагота, литавр и тарелок (1976)
- Дуэт-романс (Duet-romanza) для 2 тромбонов (1976).

### Сочинения для фортепиано
- «Грустная повесть» (Smutna opowieść; 1910)
- «Старосветская сюита» (Suita staroświecka; 1927)
- Этюд в секундах, соч. 53 (1928)
- «Морская повесть» (Opowieść morska; 1943)
- Интродукция и баллада (1948)
- 18 миниатюр, соч. 154 (1950)
- 50 двухголосных миниатюр (50 miniatur dwugłosowych; 1966)
- 50 романтических пьес: прелюдии, мазурки (50 utworów romantycznych: preludia, mazurki; 1966)
- Quasi Notturno (итал. вроде ноктюрна; 1969)
- «Трагическая прелюдия» (Preludium tragiczne; 1969)
- Романс и Vita [?] dolorosa (лат. скорбная жизнь; 1975)
- «Очень грустные мысли» (Pensées tres tristet [?]; 1976)
- Мазурки, более 160
- Прелюдии, более 180

### Сочинения для органа
- Музыка для святой мессы (Muzyka w czasie Mszy świętej; 1944)

### Песни для голоса с фортепиано
- «Ангел» (Anioł), слова Михаила Юрьевича Лермонтова (1909)
- «Молитва» (Modlitwa), слова Леопольда Стаффа (1913)
- «Черкесская песня» (Pieśń czerkieska), слова Михаила Юрьевича Лермонтова (1922)
- «Победа» (Zwycięstwo), слова Рабиндраната Тагора (1925)
- «Чудны очи» (Cudne oczy), слова Казимежа Пшермы-Тетмайра (1928)
- «Pamiętam ciche, jasne, złote dnie…» (пол. Я помню чистые, ясные, золотые дни), слова Казимежа Пшермы-Тетмайра (1928)
- «Майская ночь» (Noc majowa), слова Казимежа Пшермы-Тетмайра (1928)
- «Осенняя песня» (Chanson d’automne), слова Поля Верлена (1933)
- «Чудны очи» (Cudne oczy), первая версия (1967)
- «Звезды в твоих волосах» (Gwiazdy w twych włosach; 1969)
- «Через джунгли и леса» (Przez dżungle i puszcze; 1969)
- «Два» (Dwa; 1969)